# Erannis onytaria
Erannis onytaria là một loài bướm đêm trong họ Geometridae.